# Hicksbeachia pinnatifolia
Hicksbeachia pinnatifolia är en tvåhjärtbladig växtart som beskrevs av F. Müll.. Hicksbeachia pinnatifolia ingår i släktet Hicksbeachia och familjen Proteaceae. Inga underarter finns listade i Catalogue of Life.